# Denis Wolf
Denis Santos Wolf (* 15. Januar 1983 in Hannover) ist ein deutsch-philippinischer ehemaliger Fußballspieler. Der Sohn eines Deutschen und einer Philippinin wurde als Stürmer und als Mittelfeldspieler eingesetzt.

## Karriere

### Verein
Wolf begann seine Karriere bei Germania Grasdorf. 2001 wechselte er zu Hannover 96, wo er 2003 den Sprung in die erste Mannschaft schaffte. Insgesamt bestritt er vier Bundesligaspiele für Hannover und erzielte dabei ein Tor. Nachdem er in der Saison 2004/05 nicht mehr in der Bundesliga zum Einsatz gekommen war, wechselte er auf Leihbasis in die Regionalliga Nord zu Fortuna Düsseldorf und wurde nach einer Saison fest verpflichtet. In den zwei Spielzeiten bei der Fortuna bestritt der Mittelfeldspieler 55 Spiele, in denen er sieben Tore schoss.
Zur Saison 2007/08 wechselte Wolf zum Ligakonkurrenten FC Rot-Weiß Erfurt. Hier wurde er Stammspieler und absolvierte in den folgenden zwei Spielzeiten 56 Partien, in denen er 12 Tore erzielte.
Zur Saison 2009/10 wechselte Denis Wolf von Erfurt zum 1. FC Magdeburg in die Regionalliga Nord, wo er verletzungsbedingt in der ersten Halbserie aussetzen musste. In der Rückrunde kam Wolf in neun Spielen zum Einsatz und erzielte zwei Tore. Insgesamt kam er für Magdeburg zu 68 Einsätzen, in denen er 12 Tore erzielte.
Im Juli 2012 wechselte Wolf in die Heimat seiner Mutter zum Global FC, einem philippinischen Spitzenklub und dem Meister der United Football League.
Zur Saison 2013/13 kehrte Wolf nach Deutschland zurück und unterschrieb einen Zwei-Jahres-Vertrag beim Nord-Regionalligisten TSV Havelse. Nach drei Jahren in der Regionalliga beim TSV Havelse schloss sich Wolf 2016 dem Kreisligisten FC Stern Misburg, der in der Kreisliga Hannover spielt, an.
Im Sommer 2017 folgte Wolf seinem Trainer Martin Polomka vom FC Stern Misburg in die Landesliga Hannover zum Hannoverschen SC, wo er als Co-Trainer tätig sein wird.

### Nationalmannschaft
Wolf wurde zu einem Probetraining bei der philippinischen Fußballnationalmannschaft eingeladen, welche 2011 erstmals seit 25 Jahren wieder eine Qualifikation zu einer Weltmeisterschaft bestritt. Wolf bekundete grundsätzliches Interesse und war bereit, für die Philippinen das Nationaltrikot überzustreifen, war jedoch nicht bereit der Bitte, die Kosten für Flug und Unterkunft selber zu tragen, nachzukommen.
Im Jahr 2012 kam er dann doch noch zu seinem Debüt in der philippinischen Fußballnationalmannschaft. Außerdem nahm er mit der Nationalmannschaft an der ASEAN-Fußballmeisterschaft 2012 teil und erreichte das Halbfinale.